# NGC 135
NGC 135 је спирална галаксија у сазвежђу Кит која се налази на NGC листи објеката дубоког неба.
Деклинација објекта је - 13° 20' 16" а ректасцензија 0h 31m 45,9s. Привидна величина (магнитуда) објекта NGC 135 износи 15,1 а фотографска магнитуда 15,9. NGC 135 је још познат и под ознакама IC 26, PGC 138192.